# Stadtbad Bochum
Das Stadtbad Bochum war ein städtisches Hallenschwimmbad, das als herausragendes Beispiel der Architektur der Nachkriegszeit galt.

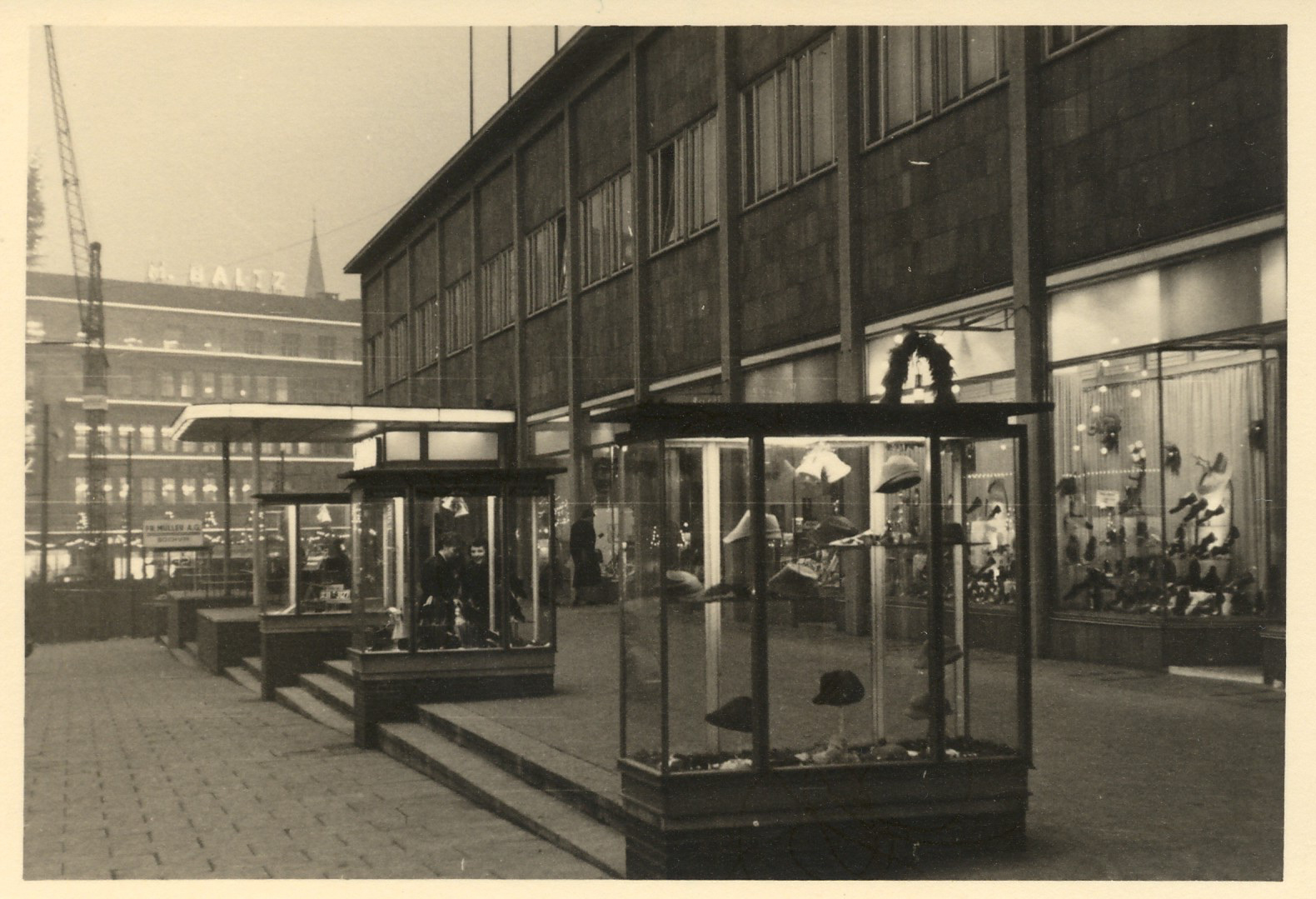
Eingangsbereich zum ehemaligen Stadtbad von Bochum

## Geschichte
Den Beschluss des Baus eines neuen Schwimmbades in der vom Bombenkrieg zerstörten Bochumer Innenstadt kommentierte der Bochumer Baudezernent Clemens Massenberg (1946–1954): „Man sollte die Badeanstalt bewußt als bedeutende öffentliche Anstalt in den Mittelpunkt der Stadt legen. Hier liegt das Bad im Gebiet des größten Verkehrszusammenflusses, das die Nahverkehrsmittel aus allen Richtungen berühren. Für die Besucher und die große Zahl der Beschäftigten in der Innenstadt ist das Bad hier am schnellsten zu Fuß zu erreichen.“ Mit den Bauarbeiten wurde am 7. Dezember 1950 begonnen. Das Bad befand sich an der Massenbergstraße, die im Zuge des städtischen Neuordnungsplans als breiter Boulevard ausgelegt war, und in unmittelbarer Nähe des nach Osten verlegten neuen Bochumer Hauptbahnhofs.
Als das Bad 1953 eröffnet wurde, präsentierte sich das 6 Millionen DM teure, zweigeschossige Gebäude als eines der schönsten und modernsten Hallenbäder Europas. Neben der Eingangshalle befanden sich sieben Ladenlokale und die Verwaltung. Im 63 m langen Gebäude befanden sich im Untergeschoss zwei jeweils 15 mal 25 m große Becken, eines davon mit Sprungturm.  Schwimmbereich und Umkleideräumlichkeiten waren voneinander getrennt. Es gab gläserne Bullaugen unter der Wasserlinie, die das Schwimmtraining unterstützen sollten. Am Beckenboden befanden sich schwarze Streifen zur Orientierung für die Schwimmer. Für Großveranstaltungen gab es eine Tribüne mit 1.200 Plätzen und Infrastruktur für Film- und Rundfunkübertragungen.  Es war unter anderem Veranstaltungsort für die Deutschen Schwimmmeisterschaften.
Das Bad, das auch von vielen Bochumer Schulen für den Schwimmunterricht genutzt wurde, wurde 1988 auf Beschluss des Sportausschusses der Stadtverwaltung aus wirtschaftlichen Gründen geschlossen. Eine gemeinsame Initiative von Denkmalschützern und Schwimmsportlern setzte sich für den Erhalt des Bades ein.
Das Bad wurde am 25. April 1990 unter Denkmalschutz gestellt und Christoph Zöpel, Minister für Stadtentwicklung, Wohnen und Verkehr von Nordrhein-Westfalen, stellte 10 Millionen DM für die Sanierung bereit.
Sämtliche Sanierungskonzepte wurden jedoch vom Stadtplanungausschuss abgelehnt. Das Gebäude wurde zwischenzeitlich als Unterkunft für Asylbewerber und Spätaussiedler genutzt. Am 4. August 1998 wurde mit dem Abriss begonnen. Die Stadtverwaltung bevorzugte den Vorschlag der Immobiliengruppe Häusser-Bau, mit einem Investitionsvolumen von 60 Mio. € „im Herzen von Bochum ein neues Einkaufs-, Büro- und Dienstleistungszentrum mit gleichzeitiger Anbindung an ein neues Schwimmbad zu errichten.“
Die Schwimmsportlerin Ruth Fricke-Matzdorf, Mutter der Deutschen Meisterin Heli Matzdorf und der Denkmalpfleger Hans Hanke starteten das erste Bürgerbegehren einer Großstadt in NRW und erreichten innerhalb weniger Wochen 44.000 Unterschriften. Die Stadt Bochum und die Bezirksregierung Arnsberg lehnten das Bürgerbegehren wegen formalrechtlicher Fehler ab – es fehlte angeblich die Angabe des exakten Geburtstages, vorhanden war das Geburtsjahr. Das Verwaltungsgericht Gelsenkirchen und der Datenschutzbeauftragte NRW sahen dagegen die Angaben als rechtlich zulässig an. In Anbetracht des Neubau-Angebotes eines Stadtbades gab die Initiative dann ihre Bemühungen auf. Das Stadtbad wurde im August 1998 abgerissen. Die Belange des Denkmalschutzes blieben außen vor.
Im Untergeschoss der 2002 eröffneten Stadtbadgalerie wurde ein neues Schwimmbad angelegt, das aber für Sporttraining und Wettkämpfe ungeeignet ist.
Nach einem Rohrbruch Ende Juli 2012 wurde das Schwimmbad geschlossen und nicht wiedereröffnet.